# Der Bauch des Architekten
Der Bauch des Architekten (The Belly of an Architect) ist ein Film von Regisseur Peter Greenaway aus dem Jahr 1987, der auch das Drehbuch schrieb.

## Handlung
Der Film handelt vom physischen und sozialen Ruin des Architekten Stourley Kracklite. Dieser soll in Rom eine Ausstellung über den klassizistischen Architekten Étienne-Louis Boullée konzipieren, mit dem sich Kracklite bereits seit Jahren befasst und dessen „Kenotaph für Sir Isaac Newton“ ein zentrales Bildmotiv des Filmes ist.
In Italien leidet Kracklite immer häufiger an unerklärlichen Bauchschmerzen, die einen tödlichen Magenkrebs ankündigen. In ihm sieht Kracklite eine Analogie zum Tod Boullées und anderer historischer Persönlichkeiten, wobei er zwischenzeitlich auch seine Frau Louisa der Vergiftung verdächtigt. Er wird zusehends egozentrischer, während Louisa ihn mit seinem italienischen Kollegen Caspasian Speckler betrügt, der auch die Kontrolle über die Ausstellung erlangen will. Dies gelingt Speckler schließlich durch die steigende psychische Belastung Kracklites, weshalb seine italienischen Kollegen zunehmend Zweifel an dessen Eignung haben und ihm die Verantwortung über das Projekt entziehen. Darüber hinaus wird Kracklite von seiner Frau Louisa verlassen, die von ihm schwanger ist und sich kurz vor der Niederkunft für ihren italienischen Liebhaber entschieden hat.
Zur Eröffnung der Ausstellung ist Kracklites Anwesenheit lediglich für die Publicity erwünscht. Da er sich jedoch heimlich in die Veranstaltung schleicht, bleibt dieser Part seiner hochschwangeren Frau überlassen. Dabei bricht sie schließlich zusammen, während sich Kracklite rückwärts aus einem Fenster stürzt.

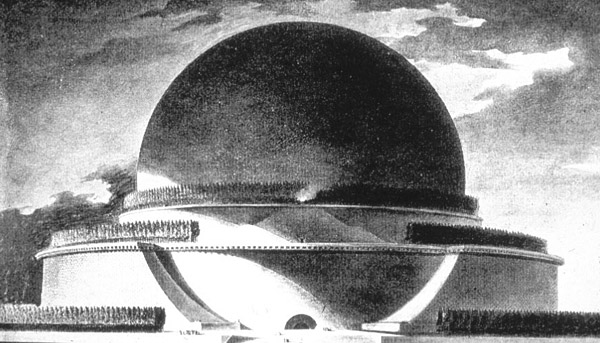
Boullée: Kenotaph für Sir Isaac Newton

## Kritik
- film-dienst: Die Geschichte ist lediglich Vorwand für ein bizarres intellektuelles Ratespiel um Architektur, Zahlen und Wortspiele, um Zeit- und Lebensalter. Daraus ergibt sich eine geistreiche, eindrucksvoll inszenierte Reise in ästhetische Systeme aus Kulturgeschichte und Menschheitsmythen.

## Auszeichnungen
- Der Film wurde 1987 in Cannes für die Goldene Palme nominiert.
- Die Deutsche Film- und Medienbewertung FBW in Wiesbaden verlieh dem Film das Prädikat wertvoll.